# Il mistero di Lovecraft - Road to L.
Il mistero di Lovecraft - Road to L. è un film thriller in stile documentaristico del 2005, diretto da Federico Greco e Roberto Leggio.
Il film è strutturato come il backstage del documentario H.P. Lovecraft - Ipotesi di un viaggio in Italia, 26', presentato al Festival di Venezia nel 2004 e trasmesso da Studio Universal. Alfredo Castelli ha sceneggiato una versione a fumetti di Road to L., pubblicata come allegato dello Speciale Martin Mystère numero 22, uscito nell'estate 2005. E la storia di Lovecraft in viaggio in Italia continua ad affascinare altri artisti: nel dicembre del 2016, Jet Set Roger, musicista bresciano, ispirato anche lui dalla storia ipotizzata nel film, ha pubblicato per Snowdonia dischi un concept album, "Lovecraft nel Polesine", progetto letterario discografico composto da un disco e da un fumetto, disegnato da Aleksandar Zograf. Il film che ha dato l'avvio all'ipotesi della vicenda di Lovecraft in Italia, presentato al XXV Fantafestival di Roma, ha ottenuto il Méliès d'Argento, che gli ha permesso di essere candidato al Méliès d'oro al successivo European Fantastic Film Festivals Federation.

## Trama
1997: Andrea Roberti, uno studente di tradizioni popolari, ipotizza un possibile legame tra la letteratura horror di Howard Phillips Lovecraft e gli oscuri racconti del Delta del Po, descritta come una remota e misteriosa zona del nord Italia.
2002: uno dei registi del film scopre a Montecatini un manoscritto attribuibile allo scrittore statunitense. Il diario, datato 1926, descrive un viaggio in Italia attraverso il Delta del Po alla ricerca di ispirazione dai racconti popolari locali: i cosiddetti "Racconti del Filò".
2004: una piccola ma agguerrita troupe internazionale di filmakers, con l'aiuto di David - un attore newyorchese - realizza un documentario sul ritrovamento del manoscritto e sui legami tra Lovecraft e il Delta del Po. Se il manoscritto fosse veramente appartenuto a Lovecraft, si tratterebbe di una scoperta straordinaria. Ma subito i filmakers scoprono che sette anni prima Andrea Roberti è scomparso in circostanze misteriose, la sua automobile abbandonata sulla riva del fiume.
La troupe fa base nel paesino di Loreo – indicato nel manoscritto solo con una L. – come aveva fatto prima di loro l'autore del diario.
Durante le ricerche l'atmosfera si fa pesante e presto i sei scoprono che in quelle zone accadono fatti ambigui e inspiegabili.
Eventi che la gente del posto cerca di tenere nascosti agli occhi degli "stranieri".
Il film è il reale resoconto di quanto è accaduto dietro le quinte del documentario durante gli undici giorni di riprese, e di come i fallimenti e le improvvise rivelazioni accadute a L. diventino sempre più un viaggio verso ... l'Inferno.
Lovecraft, il più grande scrittore horror del XX secolo, è venuto in contatto con qualcosa di realmente sinistro?
Andrea Roberti aveva scoperto più di quanto avrebbe dovuto?
I sei filmakers si stanno avventurando verso qualcosa di sconosciuto e pericoloso.

## Distribuzione
Il film è stato distribuito al cinema in Italia a partire dal 28 ottobre 2005 e l'anno seguente in home video.

## Reazioni critiche
- "...una delle novità più interessanti di questi ultimi mesi... gli 'attori' fanno un lavoro davvero eccellente...". - Nocturno
- "...un lavoro completo e ottimamente riuscito, filologicamente eccezionale e realmente inquietante". - Sentieri Selvaggi
- "Ingegnoso e, soprattutto, assolutamente inedito nel panorama cinematografico italiano, "Il mistero di Lovecraft" è uno di quei film da sostenere a priori..." - 35mm.it
- "...un piccolo gioiello nel panorama del cinema documentaristico italiano. In un crescendo di suspense, il film ricorda quell'affascinante operazione che è stata "The Blair Witch Project", ma con la differenza che qui si narrano vicende veramente accadute. ...Fino al sorprendente finale, sospeso tra realtà e romanzesco". - Rivista del Cinematografo
- "...una pellicola attesissima dal popolo dei film di genere... Il lungometraggio, che già alle anteprime ha fatto parecchio discutere e che a ottobre uscirà nei cinema italiani...". - Il Messaggero
- "Una ventata di freschezza nel cinema horror italiano". - Close-up
- "Intelligente e accurato esempio di docufiction..." - Il Morandini
- "...una delle opere cinematografiche italiane più originali, fresche, interessanti degli ultimi dieci anni..." - KinemaZOne
- "È un simil Blair Witch Project senza movimenti di camera bruschi. Quindi è ancora peggio perché almeno in The Blair Witch Project c'era la certezza che qualcosa spaventava quegli studenti. Che erano topi morti o alberi messi stranamente in mezzo al bosco. Qui non succede nulla, veramente nulla. Ogni cinque minuti questa troupe litiga per un motivo o per un altro (...) la noia impera sovrana e si fa fatica a tenere gli occhi aperti." - Cinefatti

## Riconoscimenti
- Fantafestival 2005
  - Méliès d'argento

## Opere derivate
Nel 2005 è stato pubblicato un albo a fumetti tratto dal film, come allegato al numero 22 di Martin Mystère special, adattato da Alfredo Castelli con i disegni degli Esposito Bros.